# Виктор Бураков
Виктор Георгиевич Бураков е съветски криминалист, най-известен с ръководната си роля в разследването и залавянето на серийния убиец Андрей Чикатило. През 80-те години на XX век той оглавява следствена група в Ростов на Дон, която въпреки политически, институционални и логистични затруднения успява да свърже над 50 убийства на жени и деца в СССР.

## Биография и начало на разследването
През януари 1983 г. младият лейтенант Бураков, експерт в криминалистичната лаборатория, е поканен да се присъедини към новосформирания Отдел за особено тежки престъпления. Майор Михаил Фетисов, изпратен от Москва, сформира екип от десет специално подбрани разследващи с единствената цел да бъде спрян маниакът, тероризиращ южните части на страната.
Бураков бързо се утвърждава като водеща фигура благодарение на своята отдаденост, внимание към детайла и професионализъм. Той анализира стотици веществени доказателства, следи, пръстови отпечатъци и данни за изчезнали лица. Именно Бураков е този, който първи формулира хипотезата, че престъпленията са дело на сериен убиец – идея, която по това време е отричана от съветската правна система.

## Трудности и методи на работа
През годините екипът се сблъсква с множество пречки: натиск от страна на партийните органи, липса на координация между различни управления, както и обществена паника. Много от убийствата са приписвани на психично болни лица или маргинализирани групи, а на няколко невинни заподозрени дори са били повдигнати обвинения.
Виктор Бураков настоява разследването да включи съдебнопсихиатричен анализ, като предлага да бъдат привлечени американски профайлъри. След отказ от началниците в Москва той се обръща към руския психиатър д-р Александър Бухановски. Съвместно изготвят профил на извършителя, който се оказва поразително точен – мъж на средна възраст, интелигентен, с нарушена сексуалност и социална изолация.

## Арест и признания
През 1990 г., след години наблюдение и събиране на доказателства, Андрей Чикатило е повторно задържан. Макар признанията му да са получени от следователя Иса Костоев, именно работата на Бураков и екипа му води до това развитие. Чикатило признава за 56 убийства. Впоследствие е осъден и екзекутиран през 1994 г.

## Отразяване в културата
Разследването е описано подробно в документалния роман The Killer Department (1993) от американския журналист Робърт Кълън. По него е създаден и филмът Citizen X (1995), в който ролята на Бураков е изиграна от актьора Стивън Рей. Във филма са пресъздадени психологическият натиск, институционалните конфликти и моралната цена на дългогодишната работа на криминалиста.